# Bernhard Wolff (Entertainer)
Bernhard Wolff (* 6. September 1966 in Lübeck) ist ein deutscher Unterhaltungskünstler, Sprecher, Autor und Rückwärtssprecher.

## Leben
Bernhard Wolff startete seine Bühnenkarriere schon als Jugendlicher als Zauberer, Gedächtniskünstler und Rückwärtssprecher. Er entdeckte sein Talent zum kreativen Umgang mit Sprache als 10-Jähriger am Ortsschild von Stockelsdorf, das für ihn rückwärts gelesen als frodslekcots viel interessanter klang. Nach dem Abitur arbeitete er in der Kreativagentur Springer & Jacoby als Werbetexter. Es folgten ein Studium der Wirtschaftspädagogik und eine Diplomarbeit über Mnemotechnik und Kreativität. 1998 gründete er das Think-Theatre, Deutschlands erste Show zum Thema Denken und Gehirn. Bis 2010 tourte er mit seinem Soloprogramm „Denken hilft“ durch ganz Deutschland, im Herbst 2009 erschien das gleichnamige Buch im Heyne Verlag. 2012/2013 war er mit seiner Vortragsshow „Achtung Einfall“ regelmäßig in der Urania (Berlin) zu Gast. Sein aktuelles Buch „30 Minuten Kreativität im Job“ erschien im Februar 2018 im Gabal Verlag.
Bernhard Wolff ist verheiratet und lebt mit seiner Familie in Berlin. Er absolvierte den International Joint Master of Science in Strategic Innovation and Future Creation. Er war außerdem selbst Lehrbeauftragter an der Hdpk Hochschule der populären Künste im Bereich Medienmanagement und ist Dozent an der GSA Akademie (German Speakers Association). Darüber hinaus moderiert Bernhard Wolff Veranstaltungen wie z. B. das Sommerfest des Bundespräsidenten in Berlin.
Im September 2013 gründete Bernhard Wolff zusammen mit Cristián Gálvez und drei weiteren Kollegen den Gastredner-Zusammenschluss "Die Keynoter".

## Theater, Varietés und Festivals (Auswahl)
- Urania, Berlin
- Kabarett-Theater Wühlmäuse, Berlin
- Haus der Springmaus, Bonn
- Oldenburgisches Staatstheater
- Friedrichsbau (Stuttgart)
- Mainzer Kammerspiele
- Monsun-Theater, Hamburg
- Krystallpalast Varieté, Leipzig
- GOP Varietés, diverse Spielorte
- Köln Comedy Festival
- Gaffenberg Festival, Heilbronn

## Werke
Bücher
- 30 Minuten Kreativität im Job. Gabal Verlag, Offenbach 2018. ISBN 978-3-86936-847-4.
- Titel bitte selbst ausdenken. 157,5 erfolgreiche Ideenbeschleuniger. Gabal Verlag, Offenbach 2016. ISBN 978-3-86936-697-5.
- Innovationsklima schaffen – ideenreich tagen. In: Die Kunst der Innovation. Von der Idee zum Erfolg. Peter Granig und Erich Hartlieb (Hrsg.). Springer Gabler, Wiesbaden 2012. ISBN 978-3-8349-7188-3.
- Was bringt die Birne zum Leuchten?. In: WAS – 22 Fragen an TOP Referenten. Nadin Buschhaus und Unternehmen Erfolg (Hrsg.). Gabal, Offenbach 2010. ISBN 978-3-86936-110-9.
- Denken hilft. Frische Ideen für Gedächtnis und Kreativität. Heyne Verlag, München 2009. ISBN 978-3-453-16542-7.
- Wenn Sie auf die Bühne müssen. In: Jetzt nehme ich mein Leben in die Hand. Christine Koller, Stefan Rieß (Hrsg.) Kösel-Verlag, München 2009. ISBN 978-3-466-30825-5.